# Мирненська сільська рада (Росія)
Ми́рненська сільська рада (рос. Мирненский сельский совет) — сільське поселення у складі Родинського району Алтайського краю Росії.
Адміністративний центр — селище Мирний.

## Населення
Населення — 1855 осіб (2019; 1948 в 2010, 2450 у 2002).

## Склад
До складу сільської ради входять:
| Населений пункт     | Населення, осіб (2002) | Населення, осіб (2010) |
| ------------------- | ---------------------- | ---------------------- |
| Мирний, селище      | 1933                   | 1607                   |
| Новотроїцьк, селище | 517                    | 341                    |